# Leucauge argenteanigra
Espèce
Synonymes
- Meta argenteanigra Karsch, 1884

Leucauge argenteanigra est une espèce d'araignées aranéomorphes de la famille des Tetragnathidae.

## Distribution
Cette espèce est endémique de Sao Tomé à Sao Tomé-et-Principe.

## Publication originale
- Karsch, 1884 : Arachnoidea. Die Fauna der Guinea-Inseln S.-Thomé und Rolas. Sitzungsberichte der Gesellschaft zur Beförderung der Gesamten Naturwissenschaften zu Marburg, vol. 2, p. 60-68.